# Liste der Mitglieder des Landtages Nordrhein-Westfalen (17. Wahlperiode)
Die Liste der Mitglieder des 17. Landtages Nordrhein-Westfalen umfasst die bei der Landtagswahl vom 14. Mai 2017 gewählten Abgeordneten. Ihre Amtszeit begann mit der konstituierenden Sitzung des Landtages am 1. Juni 2017.

## Zusammensetzung
Gemäß dem Endergebnis der Wahl vom 14. Mai 2017 verteilten sich die 199 Mandate im Landtag wie folgt:
- SPD: 69
- Grüne: 14
- CDU: 72
- FDP: 28
- AfD: 16

| Fraktion                                          | Sitze |
| ------------------------------------------------- | ----- |
| Christlich Demokratische Union Deutschlands (CDU) | 72    |
| Sozialdemokratische Partei Deutschlands (SPD)     | 69    |
| Freie Demokratische Partei (FDP)                  | 28    |
| Alternative für Deutschland (AfD)                 | 16    |
| Bündnis 90/Die Grünen (GRÜNE)                     | 14    |

Am 26. September 2017 kündigten die zwei AfD-Abgeordneten Marcus Pretzell und Alexander Langguth den Austritt aus ihrer Fraktion an, die sich dadurch auf 14 Mandatsträger reduzierte, und führten ihr Mandat als Fraktionslose weiter. Am 10. Oktober 2017 gab Frank Neppe seinen Austritt aus der AfD-Fraktion bekannt. Am 10. März 2020 trat Nic Vogel aus der AfD-Fraktion aus, trat am 19. Mai 2020 aber wieder bei.
Seitdem stellt sich die Sitzverteilung wie folgt dar:
- SPD: 69
- Grüne: 14
- CDU: 72
- FDP: 28
- AfD: 13
- fraktionslos: 3

| Fraktion                                          | Sitze |
| ------------------------------------------------- | ----- |
| Christlich Demokratische Union Deutschlands (CDU) | 72    |
| Sozialdemokratische Partei Deutschlands (SPD)     | 69    |
| Freie Demokratische Partei (FDP)                  | 28    |
| Bündnis 90/Die Grünen (GRÜNE)                     | 14    |
| Alternative für Deutschland (AfD)                 | 13    |
| Fraktionslose                                     | 03    |

### Präsidium
| Fraktion | Vorsitz                              | Schriftführer |
| -------- | ------------------------------------ | --- |
| CDU      | André Kuper (Präsident)              | Björn Franken Anke Fuchs-Dreisbach Patricia Peill Marco Schmitz Fabian Schrumpf Andrea Stullich Raphael Tigges Heike Troles    |
| SPD      | Carina Gödecke (1. Vizepräsidentin)  | Andreas Becker Andreas Bialas Angela Lück Susana dos Santos Herrmann Ina Spanier-Oppermann Ellen Stock Annette Watermann-Krass |
| FDP      | Angela Freimuth (2. Vizepräsidentin) | Franziska Müller-Rech Thomas Nückel Andreas Terhaag                                                                            |
| Grüne    | Oliver Keymis (3. Vizepräsident)     | Berivan Aymaz |
| AfD      | –                                    | Christian Blex Sven Tritschler                                                                                                 |

## Fraktionsvorstände
| Fraktion | Vorsitz                                                                                            | Stellvertretender Vorsitz | Parlamentarische Geschäftsführung                                             |
| -------- | -------------------------------------------------------------------------------------------------- | --- | ----------------------------------------------------------------------------- |
| CDU      | Armin Laschet bis 27. Juni 2017 Bodo Löttgen ab 29. Juni 2017                                      | Rainer Deppe Gregor Golland Marcus Optendrenk Thorsten Schick Daniel Sieveke Petra Vogt (Wahl der stellvertretenden Vorsitzenden am 11. Juli 2017) | Matthias Kerkhoff ab 29. Juni 2017                                            |
| SPD      | Norbert Römer bis 24. April 2018 Thomas Kutschaty ab 24. April 2018                                | Martin Börschel bis 24. April 2018 Christian Dahm Michael Hübner Lisa-Kristin Kapteinat ab 24. April 2018 Regina Kopp-Herr Thomas Kutschaty bis 24. April 2018 Nadja Lüders bis 24. April 2018 Jochen Ott ab 24. April 2018 Sarah Philipp bis 24. April 2018 Eva-Maria Voigt-Küppers Sven Wolf ab 24. April 2018 | Marc Herter bis 24. April 2018 Sarah Philipp ab 24. April 2018                |
| FDP      | Christian Lindner bis 10. Oktober 2017 Christof Rasche ab 10. Oktober 2017                         | Marcel Hafke Henning Höne 11. Juli bis 10. Oktober 2017 Marc Lürbke ab 10. Oktober 2017 Joachim Stamp bis 11. Juli 2017 Ralf Witzel | Christof Rasche bis 10. Oktober 2017 Henning Höne ab 10. Oktober 2017         |
| Grüne    | Monika Düker, Arndt Klocke bis 26. Oktober 2020 Josefine Paul, Verena Schäffer ab 26. Oktober 2020 | Josefine Paul bis 26. Oktober 2020 Mehrdad Mostofizadeh bis 26. Oktober 2020 Wibke Brems ab 26. Oktober 2020 Arndt Klocke ab 26. Oktober 2020 | Verena Schäffer bis 26. Oktober 2020 Mehrdad Mostofizadeh ab 26. Oktober 2020 |
| AfD      | Marcus Pretzell bis 26. September 2017 Markus Wagner ab 6. Oktober 2017                            | Helmut Seifen Sven Tritschler Gabriele Walger-Demolsky | Andreas Keith                                                                 |

## Abgeordnete
| Bild | Mitglied des Landtages     | geb.      | Fraktion     | Landtagswahlkreis                    | Erststimmen in % | Bemerkungen | Ausschüsse/Gremien |
| ---- | -------------------------- | --------- | ------------ | ------------------------------------ | ---------------- | --- | --- |
|      | Britta Altenkamp           | 1964      | SPD          | Essen III                            | 35,4             | | - Ausschuss für Arbeit, Gesundheit und Soziales - Ausschuss für Kultur und Medien                                                                  |
|      | Nina Andrieshen            | 1980      | SPD          | Landesliste                          |                  | Nachgerückt am 3. November 2021 für Jürgen Berghahn | |
|      | Berivan Aymaz              | 1972      | GRÜNE        | Landesliste                          |                  | | - Innenausschuss - Integrationsausschuss |
|      | Volkan Baran               | 1978      | SPD          | Dortmund II                          | 39,1             | | - Haushalts- und Finanzausschuss - Ausschuss für Wirtschaft, Energie und Landesplanung                                                             |
|      | Andreas Becker             | 1966      | SPD          | Recklinghausen I                     | 38,3             | | - Ausschuss für Heimat, Kommunales, Bauen und Wohnen - Verkehrsausschuss                                                                           |
|      | Horst Becker               | 1956      | GRÜNE        | Landesliste                          |                  | | - Ausschuss für Wirtschaft, Energie und Landesplanung                                                                                              |
|      | Sigrid Beer                | 1956      | GRÜNE        | Landesliste                          |                  | | - Petitionsausschuss - Ausschuss für Schule und Bildung                                                                                            |
|      | Daniela Beihl              | 1984      | FDP          | Landesliste                          |                  | Nachgerückt am 27. Juni 2019 für Moritz Körner | - Wissenschaftsausschuss - Ausschuss für Familie, Kinder und Jugend                                                                                |
|      | Dietmar Bell               | 1961      | SPD          | Wuppertal I                          | 38,7             | | - Ausschuss für Wirtschaft, Energie und Landesplanung - Wissenschaftsausschuss                                                                     |
|      | Günther Bergmann           | 1965      | CDU          | Kleve II                             | 44,4             | | - Ausschuss für Europa und Internationales - Ausschuss für Kultur und Medien - Petitionsausschuss                                                  |
|      | Andreas Bialas             | 1968      | SPD          | Wuppertal II                         | 34,2             | | |
|      | Peter Biesenbach           | 1948      | CDU          | Oberbergischer Kreis I               | 47,8             | Minister der Justiz (ab 30. Juni 2017) | |
|      | Rainer Bischoff            | 1958      | SPD          | Duisburg II                          | 42,8             | | |
|      | Inge Blask                 | 1959      | SPD          | Landesliste                          |                  | Nachgerückt am 19. März 2018 für Svenja Schulze | |
|      | Christian Blex             | 1975      | AfD          | Landesliste                          |                  | | |
|      | Jörg Blöming               | 1972      | CDU          | Soest II                             | 39,6             | | |
|      | Marc Blondin               | 1972      | CDU          | Krefeld II                           | 39,7             | | |
|      | Matthi Bolte-Richter       | 1985      | GRÜNE        | Landesliste                          |                  | | |
|      | Ralph Bombis               | 1971      | FDP          | Landesliste                          |                  | | - Haushalts- und Finanzausschuss (stv. Vorsitzender) - Ausschuss für Wirtschaft, Energie und Landesplanung                                         |
|      | Sonja Bongers              | 1976      | SPD          | Oberhausen I                         | 41,4             | | |
|      | Frank Börner               | 1966      | SPD          | Duisburg IV – Wesel V                | 41,6             | | |
|      | Martin Börschel            | 1972      | SPD          | Köln VII                             | 38,3             | | Haushalts- und Finanzausschuss (Vorsitzender) |
|      | Frank Boss                 | 1961      | CDU          | Mönchengladbach I                    | 37,8             | | |
|      | Rainer Bovermann           | 1957      | SPD          | Ennepe-Ruhr-Kreis I                  | 39,6             | | - Hauptausschuss (stellv. Vorsitzender) - Wahlprüfungsausschuss                                                                                    |
|      | Florian Braun              | 1989      | CDU          | Köln V                               | 36,1             | | Hauptausschuss |
|      | Wibke Brems                | 1981      | GRÜNE        | Landesliste                          |                  | Nachgerückt am 15. Juli 2017 für Sylvia Löhrmann | |
|      | Dietmar Brockes            | 1970      | FDP          | Landesliste                          |                  | | - Ausschuss für Europa und Internationales (Vorsitzender) - Ausschuss für Wirtschaft, Energie und Landesplanung                                    |
|      | Alexander Brockmeier       | 1992      | FDP          | Landesliste                          |                  | Nachgerückt am 30. Juni 2017 für Dirk Wedel | - Innenausschuss - Ausschuss für Familie, Kinder und Jugend                                                                                        |
|      | Anette Bunse               | 1958      | CDU          | Landesliste                          |                  | Nachgerückt am 1. November 2020 für Marco Voge | |
|      | Nadja Büteführ             | 1966      | SPD          | Ennepe-Ruhr-Kreis II                 | 39,7             | | |
|      | Anja Butschkau             | 1966      | SPD          | Dortmund IV                          | 38,6             | | |
|      | Frederick Cordes           | 1986      | SPD          | Landesliste                          |                  | Nachgerückt am 1. November 2020 für Marc Herter | |
|      | Claudia Cormann            | 1963      | FDP          | Landesliste                          |                  | Nachgerückt am 15. April 2021 für Bodo Middeldorf | |
|      | Christian Dahm             | 1963      | SPD          | Herford I – Minden-Lübbecke III      | 39,4             | | - 1. UA „Fall Amri“ - Parlamentarisches Kontrollgremium                                                                                            |
|      | Rainer Deppe               | 1956      | CDU          | Rheinisch-Bergischer Kreis II        | 47,0             | | |
|      | Guido Déus                 | 1968      | CDU          | Bonn I                               | 35,9             | | |
|      | Lorenz Deutsch             | 1969      | FDP          | Landesliste                          |                  | Nachgerückt am 11. Oktober 2017 für Christian Lindner | - Ausschuss für Kultur und Medien - Wissenschaftsausschuss                                                                                         |
|      | Helmut Diegel              | 1956      | CDU          | Landesliste                          |                  | Nachgerückt am 1. November 2020 für Arne Moritz | |
|      | Markus Diekhoff            | 1978      | FDP          | Landesliste                          |                  | | Ausschuss für Umwelt, Naturschutz, Landwirtschaft und Verbraucherschutz                                                                            |
|      | Marina Dobbert             | 1958      | SPD          | Landesliste                          |                  | Nachgerückt am 1. Juni 2021 für Rüdiger Weiß | |
|      | Gordan Dudas               | 1971      | SPD          | Märkischer Kreis III                 | 38,6             | | |
|      | Monika Düker               | 1963      | GRÜNE        | Landesliste                          |                  | Fraktionsvorsitzende (bis 26. Oktober 2020) | - 1. UA „Fall Amri“ - Wahlprüfungsausschuss |
|      | Iris Dworeck-Danielowski   | 1978      | AfD          | Landesliste                          |                  | | |
|      | Stefan Engstfeld           | 1970      | GRÜNE        | Landesliste                          |                  | Nachgerückt am 12. Mai 2018 für Barbara Steffens | |
|      | Angela Erwin               | 1980      | CDU          | Düsseldorf III                       | 37,5             | | Wahlprüfungsausschuss |
|      | Georg Fortmeier            | 1955      | SPD          | Gütersloh I – Bielefeld III          | 37,7             | | |
|      | Björn Franken              | 1979      | CDU          | Rhein-Sieg-Kreis I                   | 43,9             | | |
|      | Angela Freimuth            | 1966      | FDP          | Landesliste                          |                  | 2. Vizepräsidentin | - Hauptausschuss - Wissenschaftsausschuss |
|      | Jörn Freynick              | 1982      | FDP          | Landesliste                          |                  | | - Ausschuss für Familie, Kinder und Jugend - Ausschuss für Wirtschaft, Energie und Landesplanung                                                   |
|      | Heinrich Frieling          | 1985      | CDU          | Soest I                              | 42,3             | | |
|      | Anke Fuchs-Dreisbach       | 1977      | CDU          | Siegen-Wittgenstein II               | 43,2             | | |
|      | Hartmut Ganzke             | 1966      | SPD          | Unna I                               | 39,7             | | |
|      | Katharina Gebauer          | 1987      | CDU          | Rhein-Sieg-Kreis IV                  | 42,7             | | |
|      | Yvonne Gebauer             | 1966      | FDP          | Landesliste                          |                  | Ministerin für Schule und Bildung (ab 30. Juni 2017) | |
|      | Heike Gebhard              | 1954      | SPD          | Gelsenkirchen I                      | 43,0             | | Haushalts- und Finanzausschuss |
|      | Jörg Geerlings             | 1972      | CDU          | Rhein-Kreis Neuss I                  | 40,2             | | 1. UA „Fall Amri“ (Vorsitzender) |
|      | Thomas Göddertz            | 1960      | SPD          | Bottrop                              | 40,7             | | |
|      | Carina Gödecke             | 1958      | SPD          | Bochum I                             | 42,8             | 1. Vizepräsidentin | |
|      | Matthias Goeken            | 1964      | CDU          | Höxter                               | 50,8             | | |
|      | Gregor Golland             | 1974      | CDU          | Rhein-Erft-Kreis III                 | 37,1             | | Parlamentarisches Kontrollgremium |
|      | Marcel Hafke               | 1982      | FDP          | Landesliste                          |                  | | - Ausschuss für Familie, Kinder und Jugend - Ausschuss für Digitalisierung und Innovation                                                          |
|      | Daniel Hagemeier           | 1970      | CDU          | Warendorf I                          | 48,1             | | Hauptausschuss |
|      | Gabriele Hammelrath        | 1953      | SPD          | Köln III                             | 32,8             | | |
|      | Martina Hannen             | 1970      | FDP          | Landesliste                          |                  | | - Ausschuss für Arbeit, Gesundheit und Soziales - Ausschuss für Schule und Bildung                                                                 |
|      | Stephan Haupt              | 1970      | FDP          | Landesliste                          |                  | | - Ausschuss für Umwelt, Naturschutz, Landwirtschaft und Verbraucherschutz - Ausschuss für Heimat, Kommunales, Bauen und Wohnen (stv. Vorsitzender) |
|      | Wilhelm Hausmann           | 1970      | CDU          | Landesliste                          |                  | Nachgerückt am 4. Juli 2019 für Stefan Berger | |
|      | Falk Heinrichs             | 1960      | SPD          | Landesliste                          |                  | Nachgerückt am 28. Januar 2022 für Hubertus Kramer | |
|      | Henning Höne               | 1987      | FDP          | Landesliste                          |                  | Parlamentarischer Geschäftsführer | Ausschuss für Heimat, Kommunales, Bauen und Wohnen                                                                                                 |
|      | Bernhard Hoppe-Biermeyer   | 1961      | CDU          | Paderborn I                          | 56,3             | | |
|      | Josef Hovenjürgen          | 1963      | CDU          | Recklinghausen IV                    | 41,1             | | |
|      | Michael Hübner             | 1973      | SPD          | Recklinghausen III                   | 40,7             | | |
|      | Ralf Jäger                 | 1961      | SPD          | Duisburg III                         | 40,6             | | |
|      | Armin Jahl                 | 1947      | SPD          | Dortmund I                           | 39,9             | | |
|      | Wolfgang Jörg              | 1963      | SPD          | Hagen I                              | 39,4             | | Petitionsausschuss (Vorsitzender) |
|      | Klaus Kaiser               | 1957      | CDU          | Hochsauerlandkreis I                 | 48,7             | Parlamentarischer Staatssekretär im Ministerium für Kultur und Wissenschaft (ab 30. Juni 2017) | |
|      | Jens Kamieth               | 1969      | CDU          | Siegen-Wittgenstein I                | 39,3             | | |
|      | Stefan Kämmerling          | 1976      | SPD          | Aachen IV                            | 38,6             | | |
|      | Christina Kampmann         | 1980      | SPD          | Bielefeld I                          | 40,1             | | |
|      | Lisa-Kristin Kapteinat     | 1989      | SPD          | Recklinghausen V                     | 43,8             | | 1. UA „Fall Amri“ (stellv. Vorsitzende) |
|      | Christos Georg Katzidis    | 1969      | CDU          | Bonn II                              | 39,1             | | 1. UA „Fall Amri“ |
|      | Oliver Kehrl               | 1967      | CDU          | Köln I                               | 34,2             | | |
|      | Andreas Keith-Volkmer      | 1967      | AfD          | Landesliste                          |                  | Parlamentarischer Geschäftsführer | |
|      | Matthias Kerkhoff          | 1979      | CDU          | Hochsauerlandkreis II                | 56,5             | Parlamentarischer Geschäftsführer | |
|      | Oliver Martin Keymis       | 1960      | GRÜNE        | Landesliste                          |                  | 3. Vizepräsident | |
|      | Jochen Klenner             | 1978      | CDU          | Mönchengladbach II                   | 44,0             | | |
|      | Arndt Klocke               | 1971      | GRÜNE        | Landesliste                          |                  | Fraktionsvorsitzender (bis 26. Oktober 2020) | Hauptausschuss |
|      | Regina Kopp-Herr           | 1957      | SPD          | Bielefeld II                         | 37,6             | | |
|      | Hans-Willi Körfges         | 1954      | SPD          | Landesliste                          |                  | | - Wahlprüfungsausschuss - Parlamentarisches Kontrollgremium (stellv. Vorsitzender)                                                                 |
|      | Kirstin Korte              | 1955      | CDU          | Landesliste                          |                  | Nachgerückt am 30. Juni 2017 für Andrea Milz | |
|      | Wilhelm Korth              | 1967      | CDU          | Coesfeld I – Borken III              | 51,9             | | Petitionsausschuss |
|      | Andreas Kossiski           | 1958      | SPD          | Köln IV                              | 34,3             | | 1. UA „Fall Amri“ |
|      | Hannelore Kraft            | 1961      | SPD          | Mülheim I                            | 43,7             | | |
|      | Oliver Krauß               | 1969      | CDU          | Rhein-Sieg-Kreis III                 | 44,8             | | |
|      | Bernd Krückel              | 1964      | CDU          | Heinsberg I                          | 49,1             | | Haushalts- und Finanzausschuss (stellv. Vorsitzender)                                                                                              |
|      | André Kuper                | 1960      | CDU          | Gütersloh III                        | 55,3             | Landtagspräsident | |
|      | Thomas Kutschaty           | 1968      | SPD          | Essen I – Mülheim II                 | 45,4             | Fraktionsvorsitzender (ab 24. April 2018) | Hauptausschuss |
|      | Alexander Langguth         | 1975      | fraktionslos | Landesliste                          |                  | AfD-Fraktionsaustritt am 26. September 2017, Übertritt zu Die blaue Partei, seit deren Auflösung am 31. Dezember 2019 parteilos                                                                                         | |
|      | Olaf Lehne                 | 1962      | CDU          | Düsseldorf I                         | 41,8             | | |
|      | Stefan Lenzen              | 1981      | FDP          | Landesliste                          |                  | | - Ausschuss für Arbeit, Gesundheit und Soziales - Integrationsausschuss - Ausschuss für Heimat, Kommunales, Bauen und Wohnen                       |
|      | Lutz Lienenkämper          | 1969      | CDU          | Rhein-Kreis Neuss III                | 47,1             | Minister der Finanzen (ab 30. Juni 2017) | |
|      | Carsten Löcker             | 1961      | SPD          | Recklinghausen II                    | 39,7             | | |
|      | Christian Loose            | 1975      | AfD          | Landesliste                          |                  | | Haushalts- und Finanzausschuss |
|      | Bodo Löttgen               | 1959      | CDU          | Oberbergischer Kreis II              | 44,5             | Fraktionsvorsitzender (ab 29. Juni 2017) | |
|      | Angela Lück                | 1959      | SPD          | Herford II – Minden-Lübbecke IV      | 42,2             | | |
|      | Nadja Lüders               | 1970      | SPD          | Dortmund III                         | 43,7             | | Parlamentarisches Kontrollgremium |
|      | Marc Lürbke                | 1977      | FDP          | Landesliste                          |                  | | - Parlamentarisches Kontrollgremium - Innenausschuss                                                                                               |
|      | Josefa Maria (Eva) Lux     | 1958      | SPD          | Landesliste                          |                  | | |
|      | Dennis Maelzer             | 1980      | SPD          | Lippe III                            | 40,9             | | |
|      | Christian Mangen           | 1972      | FDP          | Landesliste                          |                  | | - Innenausschuss - Rechtsausschuss - Ausschuss für Haushaltskontrolle                                                                              |
|      | Rainer Matheisen           | 1980      | FDP          | Landesliste                          |                  | | - Ausschuss für Arbeit, Gesundheit und Soziales - Ausschuss für Digitalisierung und Innovation - Verkehrsausschuss                                 |
|      | Mehrdad Mostofizadeh       | 1969      | GRÜNE        | Landesliste                          |                  | Parlamentarischer Geschäftsführer (ab 26. Oktober 2020) | Haushalts- und Finanzausschuss |
|      | Frank Müller               | 1977      | SPD          | Essen II                             | 39,9             | | |
|      | Franziska Müller-Rech      | 1985      | FDP          | Landesliste                          |                  | | - Ausschuss für Schule und Bildung - Ausschuss für Gleichstellung und Frauen                                                                       |
|      | Elisabeth Müller-Witt      | 1953      | SPD          | Landesliste                          |                  | | Hauptausschuss |
|      | Frank Neppe                | 1966      | fraktionslos | Landesliste                          |                  | AfD-Fraktionsaustritt am 10. Oktober 2017, Übertritt zu Die blaue Partei, seit deren Auflösung am 31. Dezember 2019 parteilos                                                                                           | Petitionsausschuss |
|      | Jens-Peter Nettekoven      | 1978      | CDU          | Remscheid – Oberbergischer Kreis III | 38,5             | | Petitionsausschuss |
|      | Ralf Nettelstroth          | 1964      | CDU          | Landesliste                          |                  | Nachgerückt am 1. November 2020 für Frank Rock | |
|      | Josef Neumann              | 1960      | SPD          | Wuppertal III – Solingen II          | 36,0             | | |
|      | Ralf Nolten                | 1964      | CDU          | Düren II – Euskirchen II             | 44,0             | | |
|      | Thomas Nückel              | 1962      | FDP          | Landesliste                          |                  | | - Verkehrsausschuss (Vorsitzender) - Ausschuss für Europa und Internationales - Ausschuss für Kultur und Medien                                    |
|      | Britta Oellers             | 1973      | CDU          | Krefeld I – Viersen III              | 36,7             | | |
|      | Uta Opelt                  | 1970      | AfD          | Landesliste                          |                  | Nachgerückt am 27. Oktober 2021 für Roger Beckamp | |
|      | Marcus Optendrenk          | 1969      | CDU          | Viersen II                           | 45,8             | | - Haushalts- und Finanzausschuss - Wahlprüfungsausschuss                                                                                           |
|      | Jochen Ott                 | 1974      | SPD          | Landesliste                          |                  | | |
|      | Dietmar Panske             | 1967–2025 | CDU          | Coesfeld II                          | 49,6             | | 1. UA „Fall Amri“ |
|      | Josefine Paul              | 1982      | GRÜNE        | Landesliste                          |                  | Fraktionsvorsitzende (ab 26. Oktober 2020) | |
|      | Stephen Paul               | 1972      | FDP          | Landesliste                          |                  | | - Hauptausschuss - Ausschuss für Heimat, Kommunales, Bauen und Wohnen - Ausschuss für Haushaltskontrolle                                           |
|      | Patricia Peill             | 1962      | CDU          | Düren I                              | 41,5             | | |
|      | Bernd Petelkau             | 1965      | CDU          | Köln II                              | 37,0             | | Haushalts- und Finanzausschuss |
|      | Werner Pfeil               | 1966      | FDP          | Landesliste                          |                  | | - 1. UA „Fall Amri“ - Rechtsausschuss (Vorsitzender) - Innenausschuss                                                                              |
|      | Sarah Philipp              | 1983      | SPD          | Duisburg I                           | 40,1             | | |
|      | Romina Plonsker            | 1988      | CDU          | Rhein-Erft-Kreis I                   | 40,1             | | |
|      | Benno Portmann             | 1969      | CDU          | Landesliste                          |                  | Nachgerückt am 2. November 2021 für Stefan Nacke | |
|      | Marcus Pretzell            | 1973      | fraktionslos | Landesliste                          |                  | Fraktionsvorsitzender der AfD-Fraktion (bis 26. September 2017), AfD-Fraktionsaustritt am 26. September 2017, Übertritt zu Die blaue Partei, seit deren Auflösung am 31. Dezember 2019 parteilos                        | - Ältestenrat - Ausschuss für Digitalisierung und Innovation - Hauptausschuss - Kontrollgremium nach § 23 des Verfassungsschutzgesetzes NRW        |
|      | Peter Preuß                | 1953      | CDU          | Düsseldorf IV                        | 36,9             | | - 1. UA „Fall Amri“ - Parlamentarisches Kontrollgremium (Vorsitzender)                                                                             |
|      | Charlotte Quik             | 1982      | CDU          | Wesel III                            | 39,4             | | |
|      | Ernst-Wilhelm Rahe         | 1958      | SPD          | Landesliste                          |                  | Nachgerückt am 10. Mai 2019 für Guido van den Berg | |
|      | Christof Rasche            | 1962      | FDP          | Landesliste                          |                  | Fraktionsvorsitzender (ab 10. Oktober 2017) | - Hauptausschuss - Wahlprüfungsausschuss |
|      | Johannes Remmel            | 1962      | GRÜNE        | Landesliste                          |                  | | |
|      | Ulrich Reuter              | 1964      | FDP          | Landesliste                          |                  | | - Petitionsausschuss - Verkehrsausschuss - Ausschuss für Kultur und Medien                                                                         |
|      | Jochen Ritter              | 1966      | CDU          | Olpe                                 | 54,7             | | |
|      | Thomas Röckemann           | 1965      | AfD          | Landesliste                          |                  | | |
|      | Norbert Römer              | 1947      | SPD          | Landesliste                          |                  | Fraktionsvorsitzender (bis 24. April 2018) Alterspräsident | |
|      | Karsten Rudolph            | 1962      | SPD          | Bochum II                            | 37,5             | | |
|      | Norwich Rüße               | 1966      | GRÜNE        | Landesliste                          |                  | | |
|      | Susana dos Santos Herrmann | 1968      | SPD          | Köln VI                              | 32,1             | | |
|      | Verena Schäffer            | 1986      | GRÜNE        | Landesliste                          |                  | Parlamentarische Geschäftsführerin (bis 26. Oktober 2020) Fraktionsvorsitzende (ab 26. Oktober 2020) | Parlamentarisches Kontrollgremium |
|      | Thorsten Schick            | 1971      | CDU          | Märkischer Kreis I                   | 39,4             | | |
|      | Claudia Schlottmann        | 1962      | CDU          | Mettmann I                           | 42,9             | | |
|      | Rainer Schmeltzer          | 1961      | SPD          | Unna II                              | 41,8             | | |
|      | Hendrik Schmitz            | 1978      | CDU          | Landesliste                          |                  | Nachgerückt am 13. Juni 2019 für Holger Müller | |
|      | Marco Schmitz              | 1979      | CDU          | Düsseldorf II                        | 35,4             | | |
|      | René Schneider             | 1976      | SPD          | Wesel II                             | 38,5             | | |
|      | Susanne Schneider          | 1967      | FDP          | Landesliste                          |                  | | - Ausschuss für Arbeit, Gesundheit und Soziales - Ausschuss für Gleichstellung und Frauen                                                          |
|      | Thomas Schnelle            | 1967      | CDU          | Heinsberg II                         | 44,6             | | 1. UA „Fall Amri“ |
|      | Rüdiger Scholz             | 1957      | CDU          | Leverkusen                           | 36,0             | | |
|      | Fabian Schrumpf            | 1982      | CDU          | Essen IV                             | 38,2             | | |
|      | Karl Schultheis            | 1953      | SPD          | Aachen I                             | 36,1             | | Petitionsausschuss |
|      | Christina Schulze Föcking  | 1976      | CDU          | Steinfurt I                          | 53,3             | Ministerin für Umwelt, Landwirtschaft, Natur- und Verbraucherschutz (30. Juni 2017 bis 15. Mai 2018) | |
|      | Helmut Seifen              | 1953      | AfD          | Landesliste                          |                  | | |
|      | Daniel Sieveke             | 1976      | CDU          | Paderborn II                         | 44,5             | | - 1. UA „Fall Amri“ - Parlamentarisches Kontrollgremium                                                                                            |
|      | Ina Spanier-Oppermann      | 1962      | SPD          | Landesliste                          |                  | | |
|      | Rainer Spiecker            | 1961      | CDU          | Landesliste                          |                  | Nachgerückt am 3. November 2021 für Armin Laschet | |
|      | Joachim Stamp              | 1970      | FDP          | Landesliste                          |                  | Minister für Kinder, Familie, Flüchtlinge und Integration und Stellvertreter des Ministerpräsidenten (ab 30. Juni 2017); geschäftsführender Ministerpräsident des Landes-Nordrhein-Westfalen (26. bis 27. Oktober 2021) | |
|      | André Stinka               | 1965      | SPD          | Landesliste                          |                  | | |
|      | Ellen Stock                | 1966      | SPD          | Lippe I                              | 35,6             | | |
|      | Marlies Stotz              | 1959      | SPD          | Landesliste                          |                  | | |
|      | Martin Sträßer             | 1959      | CDU          | Mettmann IV                          | 38,5             | | |
|      | Herbert Strotebeck         | 1951      | AfD          | Landesliste                          |                  | | - Haushalts- und Finanzausschuss - Ausschuss für Wirtschaft, Energie und Landesplanung                                                             |
|      | Andrea Stullich            | 1965      | CDU          | Steinfurt II                         | 46,4             | | Petitionsausschuss (stellv. Vorsitzende) |
|      | Frank Sundermann           | 1965      | SPD          | Steinfurt III                        | 40,7             | | |
|      | Andreas Terhaag            | 1968      | FDP          | Landesliste                          |                  | | - Petitionsausschuss - Integrationsausschuss - Sportausschuss                                                                                      |
|      | Raphael Tigges             | 1973      | CDU          | Gütersloh II                         | 42,4             | | Haushalts- und Finanzausschuss |
|      | Ulla Thönnissen            | 1963      | CDU          | Landesliste                          |                  | Nachgerückt am 3. November 2021 für Henning Rehbaum | |
|      | Sven Tritschler            | 1981      | AfD          | Landesliste                          |                  | | |
|      | Heike Troles               | 1969      | CDU          | Rhein-Kreis Neuss II                 | 42,2             | | |
|      | Christian Untrieser        | 1982      | CDU          | Mettmann II                          | 39,0             | | |
|      | Martin Vincentz            | 1986      | AfD          | Landesliste                          |                  | | |
|      | Nic Peter Vogel            | 1967      | AfD          | Landesliste                          |                  | Vom 10. März 2020 bis 19. Mai 2020 aus der Fraktion ausgetreten | |
|      | Alexander Vogt             | 1978      | SPD          | Herne I                              | 46,8             | | |
|      | Petra Vogt                 | 1969      | CDU          | Landesliste                          |                  | Nachgerückt am 30. Juni 2017 für Jan Heinisch | |
|      | Eva-Maria Voigt-Küppers    | 1958      | SPD          | Aachen III                           | 40,0             | | |
|      | Margret Voßeler            | 1957      | CDU          | Kleve I                              | 50,1             | | |
|      | Klaus Voussem              | 1970      | CDU          | Euskirchen I                         | 41,5             | | Hauptausschuss (Vorsitzender) |
|      | Markus Wagner              | 1964      | AfD          | Landesliste                          |                  | Fraktionsvorsitzender (ab 6. Oktober 2017) | 1. UA „Fall Amri“ |
|      | Gabriele Walger-Demolsky   | 1965      | AfD          | Landesliste                          |                  | | |
|      | Annette Watermann-Krass    | 1957      | SPD          | Landesliste                          |                  | | Petitionsausschuss |
|      | Sebastian Watermeier       | 1984      | SPD          | Gelsenkirchen II                     | 42,6             | | |
|      | Simone Wendland            | 1963      | CDU          | Münster I                            | 37,2             | | Parlamentarisches Kontrollgremium |
|      | Christina Weng             | 1961      | SPD          | Minden-Lübbecke II                   | 42,7             | | |
|      | Heike Wermer               | 1988      | CDU          | Borken II                            | 56,3             | | Wahlprüfungsausschuss |
|      | Markus Weske               | 1968      | SPD          | Landesliste                          |                  | | Haushalts- und Finanzausschuss |
|      | Bianca Winkelmann          | 1967      | CDU          | Minden-Lübbecke I                    | 43,5             | | |
|      | Ralf Witzel                | 1972      | FDP          | Landesliste                          |                  | Stellv. Fraktionsvorsitzender | Haushalts- und Finanzausschuss |
|      | Sven Wolf                  | 1976      | SPD          | Landesliste                          |                  | | - Wahlprüfungsausschuss - Parlamentarisches Kontrollgremium                                                                                        |
|      | Hendrik Wüst               | 1975      | CDU          | Borken I                             | 52,9             | Minister für Verkehr (30. Juni 2017 bis 28. Oktober 2021); Ministerpräsident des Landes-Nordrhein-Westfalen (ab 27. Oktober 2021)                                                                                       | |
|      | Ibrahim Yetim              | 1965      | SPD          | Wesel IV                             | 42,2             | | 1. UA „Fall Amri“ |
|      | Serdar Yüksel              | 1973      | SPD          | Bochum III – Herne II                | 41,5             | | Petitionsausschuss |
|      | Stefan Zimkeit             | 1964      | SPD          | Oberhausen II – Wesel I              | 41,7             | | Haushalts- und Finanzausschuss |

## Ausgeschiedene Abgeordnete
| Bild | Mitglied des Landtages | geb. | Fraktion | Landtagswahlkreis                | Erststimmen in % | Bemerkungen |
| ---- | ---------------------- | ---- | -------- | -------------------------------- | ---------------- | --- |
|      | Roger Beckamp          | 1975 | AfD      | Landesliste                      |                  | Ausgeschieden am 25. Oktober 2021; Übernahme eines Mandats im Deutschen Bundestag. Nachrückerin war Uta Opelt. |
|      | Guido van den Berg     | 1975 | SPD      | Landesliste                      |                  | Verstorben am 2. Mai 2019. Nachrücker war Ernst-Wilhelm Rahe. |
|      | Stefan Berger          | 1969 | CDU      | Viersen I                        | 44,7             | Ausgeschieden am 3. Juli 2019; Übernahme eines Mandats im Europäischen Parlament. Nachrücker war Wilhelm Hausmann. |
|      | Jürgen Berghahn        | 1960 | SPD      | Lippe II                         | 39,2             | Ausgeschieden am 27. Oktober 2021; Übernahme eines Mandats im Deutschen Bundestag. Nachrückerin war Nina Andrieshen. |
|      | Jan Heinisch           | 1976 | CDU      | Mettmann III                     | 47,2             | Ausgeschieden am 29. Juni 2017; Staatssekretär im Kabinett Laschet und im Kabinett Wüst I. Nachrückerin war Petra Vogt. |
|      | Marc Herter            | 1974 | SPD      | Hamm I                           | 45,0             | Ausgeschieden am 1. November 2020; Übernahme des Oberbürgermeisteramts von Hamm. Nachrücker war Frederick Cordes. |
|      | Moritz Körner          | 1990 | FDP      | Landesliste                      |                  | Ausgeschieden am 26. Juni 2019; Übernahme eines Mandats im Europaparlament. Nachrückerin war Daniela Beihl. |
|      | Hubertus Kramer        | 1959 | SPD      | Hagen II – Ennepe-Ruhr-Kreis III | 43,0             | Verstorben am 24. Januar 2022. Nachrücker war Falk Heinrichs. |
|      | Armin Laschet          | 1961 | CDU      | Aachen II                        | 35,8             | Ausgeschieden am 27. Oktober 2021; Übernahme eines Mandats im Deutschen Bundestag. Nachrücker war Rainer Spiecker. Fraktionsvorsitzender (bis 27. Juni 2017); Ministerpräsident des Landes-Nordrhein-Westfalen (27. Juni 2017 bis 26. Oktober 2021) |
|      | Christian Lindner      | 1979 | FDP      | Landesliste                      |                  | Ausgeschieden am 10. Oktober 2017; Übernahme eines Bundestagsmandats. Nachrücker war Lorenz Deutsch. |
|      | Sylvia Löhrmann        | 1957 | GRÜNE    | Landesliste                      |                  | Ausgeschieden am 14. Juli 2017. Nachrückerin war Wibke Brems. |
|      | Bodo Middeldorf        | 1967 | FDP      | Landesliste                      |                  | Ausgeschieden am 14. April 2021. Nachrückerin war Claudia Cormann. |
|      | Andrea Milz            | 1963 | CDU      | Rhein-Sieg-Kreis II              | 43,7             | Ausgeschieden am 29. Juni 2017; Staatssekretärin im Kabinett Laschet und im Kabinett Wüst I. Nachrückerin war Kirstin Korte. |
|      | Arne Moritz            | 1969 | CDU      | Solingen I                       | 37,4             | Ausgeschieden am 1. November 2020; Übernahme des Bürgermeisteramts von Lippstadt. Nachrücker war Helmut Diegel. |
|      | Holger Müller          | 1947 | CDU      | Rheinisch-Bergischer Kreis I     | 41,0             | Verstorben am 9. Juni 2019. Nachrücker war Hendrik Schmitz. |
|      | Stefan Nacke           | 1976 | CDU      | Münster II                       | 37,5             | Ausgeschieden am 27. Oktober 2021; Übernahme eines Mandats im Deutschen Bundestag. Nachrücker war Benno Portmann. |
|      | Henning Rehbaum        | 1973 | CDU      | Warendorf II                     | 44,8             | Ausgeschieden am 27. Oktober 2021; Übernahme eines Mandats im Deutschen Bundestag. Nachrückerin war Ulla Thönnissen. |
|      | Frank Rock             | 1970 | CDU      | Rhein-Erft-Kreis II              | 44,2             | Ausgeschieden am 1. November 2020; neuer Landrat des Rhein-Erft-Kreises. Nachrücker war Ralf Nettelstroth. |
|      | Svenja Schulze         | 1968 | SPD      | Landesliste                      |                  | Ausgeschieden am 16. März 2018; Bundesministerin für Umwelt und Reaktorsicherheit. Nachrückerin war Inge Blask. |
|      | Barbara Steffens       | 1962 | GRÜNE    | Landesliste                      |                  | Ausgeschieden am 11. Mai 2018. Nachrücker war Stefan Engstfeld. |
|      | Marco Voge             | 1979 | CDU      | Märkischer Kreis II              | 43,2             | Ausgeschieden am 1. November 2020; neuer Landrat des Märkischen Kreises. Nachrückerin war Anette Bunse. |
|      | Dirk Wedel             | 1974 | FDP      | Landesliste                      |                  | Ausgeschieden am 29. Juni 2017; Staatssekretär im Kabinett Laschet und im Kabinett Wüst I. Nachrücker war Alexander Brockmeier. |
|      | Rüdiger Weiß           | 1960 | SPD      | Unna III – Hamm II               | 48,7             | Ausgeschieden am 31. Mai 2021; Nachrückerin war Marina Dobbert. |